# Hrvoje Hribar
Hrvoje Hribar (Zagreb, 1962.) hrvatski je redatelj i scenarist, pisac radio drama te filmski kritičar široj javnosti poznat po filmu Što je muškarac bez brkova, ali i kao drugi (nakon   Alberta Kapovića) direktor Hrvatskog audiovizuelnog centra (HAVC). Diplomirao je povijest umjetnosti i komparativnu književnost na Filozofskom fakultetu u Zagrebu, kao i filmsku režiju na  Akademiji dramske umjetnosti. Tijekom studija objavljuje eseje i kolumne u Nomadu, Studentskom listu, Gordoganu, Novom prologu, Radiju 101.. Godine 2022. postao je ravnatelj Kulturno-informativnog centra u Zagrebu. Njegova kćer je redateljica Sara Hribar.

## Filmovi i TV serije

### Redatelj, scenarist i producent
- "Hrvatske katedrale" (1991.)
- "Između Zaghlula i Zahariasa" (1994.)
- "Puška za uspavljivanje" (1997.)
- "Svijet je velik" (1999.) - dokumentarni
- "Bil jedon" (2001.) - dokumentarni
- "Novo doba" (2002.)
- "Što je muškarac bez brkova" (2005.) - prema književnom predlošku Ante Tomića

### Glumac
- "Dok nitko ne gleda" (1992.)
- "Mrtva točka" (1995.)
- "Rusko meso" kao mrtvozornik (1997.)
- "Pont Neuf" kao susjed (1997.)
- "Novo doba" kao purger #2 (2002.)

### Ostalo
- "Paraskinio" kao Hrvoje Hribar (2006.)

## Video
- „Oda radosti“ (2012.); promidžbeni film Hrvatske turističke zajednice. Film je u kategoriji turističkih filmova osvojio nagradu Turistički Oskar „Das goldene Stadttor“ na Međunarodnom festivalu turističkog filma koji se svake godine održava u okviru turističke burze ITB u Berlinu.[3]